# Benjamin ovvero le avventure di un adolescente
Benjamin ovvero le avventure di un adolescente (Benjamin ou Les Mémoires d'un puceau) è un film del 1967 diretto da Michel Deville.
Il film ha vinto il Premio Delluc del 1967 ed ha tra i protagonisti i giovanissimi Pierre Clémenti e Catherine Deneuve.

## Trama
Benjamin è un diciassettenne che ha vissuto sempre insieme al suo tutore in maniera solitaria. Ignora tutto della vita e quando va al castello di Valandry si trova coinvolto in una serie di sarabande indiavolate, con gli abitanti del castello - dai domestici ai padroni - tutti dediti al libertinaggio.
Il conte tradisce sua zia e si innamora della giovanissima Anne de Clécy che intende sposare. Ma Anne decide di far soffrire il conte e, prima delle nozze, si offre a Benjamin. I due ragazzi scopriranno insieme per la prima volta il piacere dell'amore.

## Produzione
Il film fu prodotto da Mag Bodard per la Parc Film e la Marianne Productions.

## Distribuzione
Distribuito dalla Paramount, il film uscì nelle sale francesi nel gennaio 1968. Negli Usa, il film fu distribuito in versione doppiata

### Date di uscita
IMDb
- Francia gennaio 1968
- USA 23 marzo 1968
- Svezia 22 aprile 1968
- Danimarca 8 maggio 1968
- Finlandia 13 settembre 1968
- Francia 2009 DVD

Alias
- Benjamin ou Les Mémoires d'un puceau Francia (titolo originale)
- Benjamin Danimarca (imdb display title) / Finlandia (titolo TV)
- Å ett sånt härligt sex Svezia
- Anamniseis enos anilikou Grecia
- Benjamín, diario de un joven inocente Spagna
- Benjamin - Aus dem Tagebuch einer männlichen Jungfrau Germania Ovest
- Benjamin ovvero le avventure di un adolescente Italia
- Mâsum bir gencin itiraflari Turchia
- The Diary of an Innocent Boy USA

## Premi
- Premio Louis-Delluc 1967